# NGC 5034
NGC 5034 (również PGC 45859 lub UGC 8295) – galaktyka spiralna (Sc), znajdująca się w gwiazdozbiorze Małej Niedźwiedzicy. Odkrył ją William Herschel 7 kwietnia 1793 roku.